# Topór (powiat miński)
Topór – wieś sołecka w Polsce położona w województwie mazowieckim, w powiecie mińskim, w gminie Mrozy.
| SIMC    | Nazwa      | Rodzaj    |
| ------- | ---------- | --------- |
| 0683068 | Pod Choiną | część wsi |

Wieś szlachecka  położona była w drugiej połowie XVI wieku w powiecie garwolińskim  ziemi czerskiej województwa mazowieckiego. W latach 1975–1998 miejscowość należała administracyjnie do województwa siedleckiego.
Wierni kościoła rzymskokatolickiego należą do parafii św. Wojciecha w Jeruzalu.